# Стипе Шувар
Стипе Шувар (Загвозд, код Имотског, 17. фебруар 1936 — Загреб, 29. јун 2004) био је хрватски и југословенски политичар. У периоду од 30. јуна 1988. до 17. маја 1989. године обављао је дужност председника Председништва Централног комитета Савеза комуниста Југославије. За члана Председништва СФРЈ изабран је 1989. године. У периоду од 15. маја до 24. августа 1990. године обављао функцију потпредседника Председништва СФРЈ.

## Биографија
Рођен је 17. фебруара 1936. године у селу Загвозду, код Имотског. Потиче из сиромашне земљорадничке породице. Након завршетка гимназије у Имотском, уписао се на Правни факултет Загребачког свеучилишта. Након дипломирања, 1961. године, запослио се у Аграрном институту, истовремено уписавши студије филозофије. Био је сарадник и уредник више марксистичких часописа (најпознатији је „Наше теме“).
У чланство Комунистичке партије Хрватске, примљен је још као ученик гимназије, 1955. године. Током студија у Загребу, активније се укључио у политички живот - био је главни и одговорни уредник „Студентског листа“, од 1956. до 1960. године и секретар идеолошко-политичке комисије при Централном комитету Народне омладине Хрватске. Своју политичку афирмацију доживео је после „Хрватског пролећа“, децембра 1971. године, јер се за време Хрватског пролећа и смене руководства Савеза комуниста Хрватске, „сврстао“ уз др Владимира Бакарића и фракцију коју је подржао Јосип Броз Тито после смене врха ЦК СКХ у Карађорђеву.
Године 1974. Стипе Шувар је постао секретар, односно министар за културу, Социјалистичке Републике Хрватске. Током седамдесетих је био протагониста или иницијатор неколико значајних пројеката - оснивање Музеја хрватских археолошких споменика у Сплиту, градње нове зграде Националне и универзитетске библиотеке у Загребу и реформе школства у Социјалистичкој Федеративној Републици Југославији - тзв. „усмерено образовање“.
У периоду после смрти Јосипа Броза Тита, налазио се на савезним партијским функцијама, као члан Централног комитета Савеза комуниста Југославије, а од 1988. до 1989. године је обављао дужност председника Председништва ЦК СКЈ.
Године 1989. постао је члан Председништва СФРЈ, као представник СР Хрватске, а 15. маја 1990. године изабран је на функцију потпредседника Председништва СФРЈ. У августу 1990. године, режим Фрање Туђмана покушао је да га принуди да поднесе оставку на чланство у Председништву СФРЈ, што је Шувар одбио те је због тога демонстративно смењен на седници Сабора Републике Хрватске која је одржана 24. августа, а на његово место изабран је Стипе Месић.
По повратку у Загреб, повлачи се из политичког живота и почиње да ради на Филозофски факултет у Загребу, као професор Социологије села и демографије. Политички се реактивирао, 1997. године, основавши Социјалистичку радничку партију Хрватске. Преминуо је 29. јуна 2004. године у Загребу.
Објавио је више научних и стручних радова из области политичке социологије и аграрне политике. Носилац је више југословенских одликовања. Познат је по изјави да се за време рата у Југославији Срби нису побунили против своје хрватске домовине, него против усташке власти у Хрватској.